# Ezra Abbot
Ezra Abbot (Jackson, 28 aprile 1819 – Cambridge, 21 marzo 1884) è stato un biblista statunitense.

## Biografia
Abbot nasce a Jackson, nel Maine, il 28 aprile 1819 da Ezra e Phebe Abbot. Dopo aver studiato presso la Phillips Exeter Academy, si è poi laureato presso il Bowdoin College nel 1840. Nel 1847, sotto invito di Andrews Norton, si trasferì a Cambridge, nel Massachusetts, dove ricoprì l'incarico di preside di una scuola pubblica fino al 1856. Fu poi assistente bibliotecario all'Università di Harvard dal 1856 al 1872, dove perfezionò le tecniche di catalogazione bibliotecaria. Dal 1872 alla sua morte, è stato professore di Critica e Interpretazione del Nuovo Testamento presso l'Harvard Divinity School, il dipartimento di teologia dell'università di Harvard.
Gli studi di Abbot si concentrarono principalmente sulle lingue dell'Asia occidentale e sulla critica testuale del Nuovo Testamento, che lo portarono a compilare e pubblicare, nel 1864, un elenco esaustivo di tutti gli scritti riguardanti la dottrina della vita futura.
Le sue pubblicazioni sono state spesso integrate in articoli, dizionari, concordanze e testi scritti da altri. Abbot si è però impegnato personalmente nel Dizionario della Bibbia di William Robertson Smith, per il quale ha dato un contributo di più di 400 articoli, oltre ad aver completato la bibliografia dell'opera.
Fu inoltre membro della Commissione americana per la revisione della versione della Bibbia di Re Giacomo e collaborò con Caspar René Gregory nella scrittura dei prolegomeni del Nuovo Testamento di Konstantin von Tischendorf.
Fu uno dei 32 membri fondatori della Society of Biblical Literature nel 1880.
Tra le sue opere, la più nota è The Authorship of the Fourth Gospel: External Evidences, del 1880, tratta da una lezione universitaria, a difesa della paternità dell'apostolo Giovanni del Vangelo, delle Lettere e dell'Apocalisse, e della conoscenza del suo vangelo da parte di Giustino martire.

## Riconoscimenti
Abbot venne nominato Fellow dell'American Academy of Arts and Sciences nel 1861. Nonostante fosse un laico, l'Università di Harvard gli conferì, nel 1872, un Dottorato in Teologia Sacra, a cui seguì quello in Teologia, conferitogli dall'Università di Edimburgo nel 1884.

## Opere
- On the comparative antiquity of the Sinaitic and Vatican manuscripts of the Greek Bible (1872)
- A critical Greek and English concordance of the New Testament (1872) revised by Ezra Abbot
- The authorship of the Fourth Gospel: external evidences (1880)
- Notes on Scriveners "Plain introduction to the criticism of the New Testament," (con J. Rendel Harris), 3rd edition (1885)
- The authorship of the Fourth gospel & other critical essays, selected from the published papers of the late Ezra Abbot (1888)